# Jocelyn Barrow
Pour les articles homonymes, voir Barrow.
Jocelyn Anita Barrow, née le 15 avril 1929 à Port-d'Espagne, Trinidad et Tobago, et morte le 9 avril 2020, est directrice du développement britannique chez Focus Consultancy Ltd. Elle est fondatrice et vice-présidente du Broadcasting Standards Council. Elle est la première femme noire à être gouverneure de la BBC.

## Biographie
Barrow naît le 15 avril 1929 à  Port-d'Espagne, dans une famille aisée. Son père est Charles Newton Barrow, originaire de la Barbade, et sa mère Olive Irene Pierre. Elle y est active au sein du Mouvement national du peuple, et arrive en Angleterre comme post-universitaire en 1959.
Jocelyn Barrow est membre fondatrice et secrétaire générale de la Campagne contre la discrimination raciale (CARD), l'organisation à l'origine du Race Relations Act de 1968,.
Jocelyn Barrow est également l'une des principales membres de la North London West Indian Association (NLWIA), créée en 1965 comme participante à la West Indian Standing Conference, fondée en 1958 après les émeutes de Notting Hill. La NWLIA dénonce notamment les discriminations contre les enfants noirs dans le système éducatif public.
Enseignante principale puis formatrice d'enseignants au Furzedown College et à l'Institute of Education dans les années 1960, elle est la première à introduire l'éducation multiculturelle (en), soulignant les besoins des différents groupes ethniques au Royaume-Uni.
Jocelyn Barrow est la première femme noire gouverneure de la BBC en 1981. Elle fonde et assure la vice présidence de 1989 à 1995 du Broadcasting Standards Council,. Elle est aussi membre du Comité économique et social de l'Union européenne de 1990 à 1998.
Elle joue un rôle déterminant dans la création du Musée international de l'esclavage et du Merseyside Maritime Museum à Liverpool. Elle est administratrice des musées et galeries nationaux du Merseyside et gouverneure du British Film Institute.
Elle est également présidente de la Commission pour l'égalité des chances dans la formation des avocats et marraine, depuis sa fondation, en 1981, des Archives culturelles noires.
De 1993 à 1999, elle est directrice non exécutive du Whittington Hospital NHS Trust à Londres où elle plaide pour de meilleures conditions d'emploi et de promotion pour les aides-soignants et aides-soignants non formés.
En 2005, Jocelyn Barrow dirige une consultation nationale commandée par le United Learning Trust sur les écoles potentiellement sous-performantes. Elle constate que les 20 écoles étudiées sont à divers degrés discriminantes pour des raisons raciales et préconise une approche inclusive.
Elle prend sa retraite des services publics en 2013.
Elle décède le 8 avril 2020 à Londres.

### Vie privée
En 1970, Jocelyn Barrow épouse Henderson Downer, un avocat et, plus tard, juge de la cour d'appel jamaïcaine. Le couple vit entre le Royaume-Uni et la Jamaïque. Jocelyn Barrow élève ses deux nièces, Christine et Leslie Anne, chez elle à Bloomsbury.

## Liste des fonctions
- Gouverneure du Commonwealth Institute pendant 8 ans
- Membre du conseil de Goldsmiths, University of London
- Vice-présidente de l'Association des Nations-Unies au Royaume-Uni (en)
- Vice-présidente nationale de la Townswomen's Guild (en)

## Honneurs
En 1972, elle est faite officière de l'Empire britannique pour son travail dans le domaine de l'éducation et des relations avec la communauté. En 1992, elle est distinguée dame commandeur de l'Empire britannique pour son travail dans la radiodiffusion et sa contribution aux travaux de l'Union européenne en tant que membre britannique du Comité économique et social.
Elle est Docteure honoraire de l'Université de Greenwich en 1993 et de l'Université d'York en 2003.
Son nom figure sur la liste des 100 grands Britanniques noirs.